# Brabham BT44
La Brabham BT44 fu una monoposto di Formula 1 concepita dall'ingegnere sudafricano Gordon Murray per la stagione 1974.

Era in parte un miglioramento della precedente BT42 del 1973, costruita attorno al classico binomio motore-cambio Ford-Cosworth DFV / Hewland per la trazione posteriore. L'aerodinamica era molto elaborata e le linee pulite, in particolare l'air-scope, maggiorato e più integrato con il corpo vettura. Come per la BT42 l'anteriore aveva le prese d'aria laterali  da alcuni anni caratteristica delle Brabham, ma inserite in una linea a cuneo con minore resistenza all'avanzamento mentre le fiancate seguivano l'inclinazione del blocco motore.

Il 1974 fu una stagione di successo per la Brabham: Carlos Reutemann vinse alla sua terza gara. Poi cattivi risultati prima di un podio in Germania, una vittoria in Austria, una pole e una doppietta con Carlos Pace, che aveva sostituito Rikky von Opel nel corso della stagione all'ultimo Gran Premio. Reutemann fu sesto e la Brabham terza.

La BT44 fu schierata di nuovo nel 1975 nella configurazione BT44B. Ebbe sette podi nelle prime sette gare, con una vittoria di Pace al GP del Brasile. Reutemann vinse in Germania, fu terzo in campionato e la scuderia vicecampione tra i costruttori.
Sostituita dalle BT45 a motore Alfa Romeo nel 1976, le BT44B furono rivendute alla scuderia RAM Racing, senza risultati (due dodicesimi posti).